# Васильєв Максим Олександрович
Васильєв Максим Олександрович — український шосейний та трековий велогонщик, який виступає на професійному рівні з 2009 року. Чемпіон України у командній гонці переслідування, бронзовий призер української національної першості у груповій гонці на шосе, член української національної збірної на європейських та світових першостях. Майстер спорту України міжнародного класу. Представляв Україну на Чемпіонаті світу з трекових велоперегонів 2014 в командній гонці переслідування. Наразі виступає за команду Eurocar Grawe Ukraine.